# 5801 Vasarely
5801 Vasarely (1984 BK) là một tiểu hành tinh vành đai chính được phát hiện ngày 26 tháng 1 năm 1984 bởi A. Mrkos ở Klet.